# Coronadoa simonsae
Coronadoa simonsae is een slakkensoort uit de familie van de Scissurellidae. De wetenschappelijke naam van de soort is voor het eerst geldig gepubliceerd in 1946 door Bartsch.